# Luboš Korbička
Luboš Korbička (19. dubna 1985, Brno) je zlatnický mistr a zakladatel šperkařské firmy Korbička šperky, která se věnuje výrobě šperků na zakázku. Jeho specializací jsou barevné diamanty.

## Život
Luboš Korbička se narodil do rodiny s uměleckými kořeny. Ke zlatnickému řemeslu byl veden svým otcem, uměleckým kovorytcem. V sedmi letech pro svou matku vytvořil svůj první prsten z měděného drátu, což byl počátek jeho cesty v oblasti zlatnického umění.
Jeho zájem o grafické umění postupně vyústil v pozitivní vztah k malbě a kreslení, což ovlivnilo jeho tvorbu návrhů šperků. Během studií na zlatnickém oboru v Brně v letech 2000–2003 získal Luboš Korbička zkušenosti z prací v různých zlatnických dílnách.
Po ukončení studia se spolužákem otevřeli vlastní ateliér, ale po čase se jejich názory rozešly, a tak se rozhodl osamostatnit.
Již v průběhu svých studií projevoval Korbička zvláštní zájem o práci s barevnými drahokamy, což vedlo k jeho expedicím do Kolumbie, do Pákistánu či Zambie. Kromě smaragdů pracuje také s dalšími drahokamy jako turmalíny, akvamaríny, safíry či topazy.
V roce 2022 rozšířil svou působnost otevřením nového ateliéru v Brně na ulici Rybníček, který zahrnuje showroom pro klienty, zlatnickou dílnu a zázemí pro back office. Kromě brněnského ateliéru má také showroom v Praze na Senovážném náměstí.

## Spolupráce
Dlouhodobě se firma Korbička šperky propojuje s dalšími českými designéry, jako například se sklárnou Rückl v Nižboru. Umělecký ředitel Rony Plesl pro firmu vytvořil kolekci šperkovnic a sklenic. Pleslův přístup k designu je charakterizován jeho jedinečným uměleckým rukopisem, který kombinuje estetickou eleganci s praktickým využitím.

## Dar
Během návštěvy Prahy obdržela dcera bývalého amerického prezidenta Donalda Trumpa, Ivanka Trump, diamantové náušnice od Luboše Korbičky. Tyto náušnice byly vytvořeny jako dar speciálně pro ni, přičemž samotný design byl navržen s ohledem na její osobní styl a preferenci barvy zlata.

## Dobročinné projekty
- Dlouhodobá podpora nadačního fondu Nadace VIA, která zlepšuje komunitní život v České republice.[12]
- Podpora nadačního fondu 4U2 (For You Too). Výtěžek z akce v hodnotě půl milionu korun putoval na dokončení stavby základní školy v Bangladéši.[13]
- Finanční podpora neziskové organizace Fandi mámám, poskytující materiální pomoc pro matky samoživitelky a jejich děti.[14]
- Tvorba charitativních náramků, z jejichž prodeje putuje veškerý zisk do nadačního fondu Proni, který spadá pod Fakultní nemocnici v Brně.